# Laurel Aitken
Laurel Aitken, também conhecido como "padrinho do ska", (Havana, 22 de abril de 1927 — Leicester, 17 de julho de 2005) foi um músico influente da música da Jamaica.

## História
Nascido em Cuba, filho de pai jamaicano e mãe cubana, imigrou para a Jamaica aos oito anos de idade. Na Jamaica, participou de concursos de novos talentos, para turistas que visitavam o Caribe até, ainda muito jovem, se firmar como uma das vozes mais queridas da ilha naqueles anos. As suas primeiras gravações de calipso, mento e R&B datam de 1952. Com "Boogie in My Bones", single lançado pela então iniciante gravadora Island, de Chris Blackwell, permaneceu treze semanas no topo das paradas de sucesso.
Na época que o R&B estourou nos Estados Unidos, nascia o ska na Jamaica e Laurel Aitken foi um dos primeiros a interpretar e gravar o ritmo.
Nos anos 60 começou a fazer rocksteady ainda na Jamaica, e no final dessa década se mudou para Brixton na Inglaterra, fazendo fama na capital inglesa e se tornando um dos maiores nomes do reggae, bem na época em que o ritmo havia estourado na terra da rainha. O rude boy consagrou então temas como "Sally Brown" e "It's Too late", entre outros. Foi também responsável pela popularização do bluebeat (como os ingleses denominavam o ska jamaicano). Foi o artista principal do selo de mesmo nome, disputadíssimo por colecionadores de ska e reggae de todo o mundo.
Produziu nomes como Winston Groovy, Prince Buster e outros. Além de trabalhar nos selos ingleses, foi acompanhado pela banda The Rudies, que trazia nos trombones Rico Rodríguez. Teve ainda canções suas editadas por Prince Buster, Duke Reid e outros. Na Inglaterra, encontrou uma audiência fiel entre os jovens da classe trabalhadora, principalmente entre os skinheads, apaixonados pela música negra adotaram para si mesmos temas como "Woppi King", "Jesse James" ou "Haile Selasie" (um dos poucos temas rastafaris que cativaram aos skinheads).
Durante os anos 1970 flertou com a temática rastafari (em "Rasta Man Power"), mas definitivamente se consagrou com um heroi do skinhead reggae (em "Skinhead Train"). No final dos anos 70, quando o ska e o reggae decairam na Inglaterra e o punk, o mod revival e a 2tone estouravam, colaborou com bandas como o Secret Affair e o The Ruts.
Durante os anos 80 e 90, fez turnê e deu suporte a várias bandas, entre elas Potato 5, The Busters, Malarians, Ska Flames e Skarlatines.
Faleceu aos 78 anos, vitima de um ataque cardíaco, às 8h00 da manhã do dia 17 de julho de 2005, no Glenfield Hospital, em Leicester, Inglaterra. O artista se recuperava bem de uma dupla pneumonia e de outro ataque cardíaco, sofrido em dezembro de 2003.
Em 2007, após uma longa campanha, uma placa azul em sua homenagem foi colocada em sua casa em Leicester.
Segundo Toni Face, da Liquidator Music, "Laurel Aitken viu passar todas as modas e estilos importados e nascidos na Jamaica. Gravou de tudo: Mento, calipso, jazz, boogie, rhythm and blues, ska, bluebeat, reggae, rocksteady, skinhead reggae, reggae roots, deejay, toasting, lovers rock e outros estilos mais".

## Discograpfia

### Álbuns
- Ska With Laurel (1965, Rio)
- High Priest of Reggae (1969, Nu-Beat)
- Laurel Aitken Meets Floyd Lloyd and the Potato Five (1987, Gaz's) (com o Potato 5)
- Early Days of Blue Beat, Ska and Reggae (1988, Bold Reprive)
- True Fact (1988, Rackit) (com o Potato 5)
- Ringo The Gringo (1989, Unicorn)
- It's Too Late (1989, Unicorn)
- Rise and Fall (1989, Unicorn)
- Sally Brown (1989, Unicorn)
- Rasta Man Power (1992, ROIR)
- The Blue Beat Years (1996, Moon Ska)
- Rocksteady Party (1996, Blue Moon) (com o Potato 5)
- The Story So Far (1999, Grover)
- Woppi King (1997, Trybute)
- The Pama Years (1999, Grover)
- The Long Hot Summer (1999, Grover) (Laurel Aitken and The Skatalites)
- Clash of The Ska Titans (1999, Moon Ska) (Laurel Aitken versus The Skatalites)
- Pioneer of Jamaican Music (2000, Reggae Retro)
- Godfather of Ska (2000, Grover)
- Jamboree (2001, Grover)
- Rudi Got Married (2004, Grover)
- En Espanol (2004, Liquidator)
- Live at Club Ska (2004, Trojan)
- The Pioneer of Jamaican Music (2005, Reggae Retro)
- Super Star (2005, Liquidator)
- The Very Last Concert (2007, Soulove) (CD + DVD)

### Singles
| - "Nebuchnezer/Sweet Chariot" (1958, Kalypso) - Low Down Dirty Girl" (1959, Duke Reid) - "Drinkin' Whiskey" (1959 ) - "Boogie Rock" (1960, Blue Beat) - "Jeannie Is Back" (1960, Blue Beat) - "Judgement Day" (1960, Blue Beat) - "Railroad Track" (1960, Blue Beat) - "More Whisky" (1960, Blue Beat) - "Aitken's Boogie" (1960, Kalypso) - "Baba Kill Me Goat" (1960, Kalypso) - "Boogie In My Bones" (1960, Starlite) - "Honey Girl" (1960, Starlite) - "Hey Bar Tender" (1961, Blue Beat) - "Bouncing Woman" (1961, Blue Beat) - "Mighty Redeemer" (1961, Blue Beat) - "Mary Lee" (1961, Melodisc) - "Love Me Baby" (1961, Starlite) - "Brother David" (1962, Blue Beat) - "Lucille" (1962, Blue Beat) - "Sixty Days & Sixty Nights" (1962, Blue Beat) - "Jenny Jenny" (1962, Blue Beat) - "Mabel" (1962, Dice) - "Lion of Judah" (1963, Black Swan) - "The Saint" (1963, Black Swan) - "Zion City" (1963, Blue Beat) - "Little Girl" (1963, Blue Beat) - "Oh Jean" (1963, Dice) - "Sweet Jamaica" (1963, Dice) - "Low Down Dirty Girl" (1963, Duke) - "I Shall Remove" (1963, Island) - "What a Weeping" (1963, Island) - "In My Soul" (1963, Island) - "Adam & Eve" (1963, Rio) - "Mary" (1963, Rio) - "Bad Minded Woman" (1963, Rio) - "Devil or Angel" (1963, Rio) - "Freedom Train" (1963, Rio) - "This Great Day" (1964, Blue Beat) - "West Indian Cricket Test" (1964, JNAC) - "Pick Up Your Bundle" (1964, R&B) - "Yes Indeed" (1964, R&B) - "Bachelor Life" (1964, R&B) - "Leave Me Standing" (1964, Rio) - "John Saw Them Coming" (1964, Rio) - "Rock of Ages" (1964, Rio) - "Jamaica" (1965, Dice) - "We Shall Overcome" (1965, Dice) - "Mary Don't You Weep" (1965, Rio) - "Mary Lou" (1965, Rio) - "One More Time" (1965, Rio) - "Let's Be Lovers" (1965, Rio) - "Clementine" (1966, Blue Beat) - "Don't Break Your Promises" (1966, Rainbow) - "Voodoo Woman" (1966, Rainbow) - "How Can I Forget You" (1966, Rio) - "Baby Don't Do It" (1966, Rio) - "We Shall Overcome" (1966, Rio) - "Clap Your Hands" (1966, Rio) | - "Jumbie Jamboree" (1966, Ska-Beat) - "Propaganda" (1966, Ska-Beat) - "Green Banana" (1966, Ska-Beat) - "Rock Steady" (1967, Columbia Blue Beat) - "I'm Still In Love With You Girl" (1967, Columbia Blue Beat) - "Never Hurt You" (1967, Fab) - "Sweet Precious Love" (1967, Rainbow) - "Mr. Lee" (1968, Dr. Bird) - "La La La (Means I Love You)" (1968, Dr. Bird) - "For Sentimental Reasons" (1968, Fab) - "Fire In Your Wire" (1969, Dr. Bird) - "Rice & Peas" (1969, Dr. Bird) - "Reggae Prayer" (1969, Dr. Bird) - "The Rise & Fall Of Laurel Aitken" (1969, Dr. Bird) - "Haile Haile" (1969, Dr. Bird) - "Carolina" (1969, Dr. Bird) - "Think Me No Know" (1969, Junior) - "Woppi King" (1969, Nu-Beat) - "Suffering Still" (1969, Nu-Beat) - "Haile Selassie" (1969, Nu-Beat) - "Lawd Doctor" (1969, Nu-Beat) - "Run Powell Run" (1969, Nu-Beat) - "Save The Last Dance" (1969, Nu-Beat) - "Don't Be Cruel" (1969, Nu-Beat) - "Shoo Be Doo" (1969, Nu-Beat) - "Landlords & Tenants" (1969, Nu-Beat) - "Jesse James" (1969, Nu-Beat) - "Pussy Price Gone Up" (1969, Nu-Beat) - "Skinhead Train" (1969, Nu-Beat) - "Donkey Man" (1969, Unity) - "Pussy Got Thirteen Life" (1970, Ackee) - "Sin Pon You" (1970, Ackee) - "Moon Rock" (1970, Bamboo) - "Skinhead Invasion" (1970, Nu-Beat) - "I've Got Your Love" (1970, Nu-Beat) - "Scandal In Brixton Market" (1970, Nu-Beat) - "Nobody But Me" (1970, Nu-Beat) - "I'll Never Love Any Girl" (1970, Nu-Beat) - "Reggae Popcorn" (1970, Nu-Beat) - "Baby I Need Your Loving" (1970, Nu-Beat) - "Sex Machine" (1970, Nu-Beat) - "Pachanga" (1970, Nu-Beat) - "Mary's Boy Child" (1970, Pama) - "Why Can't I Touch You" (1970, Pama Supreme) - "Dancing With My Baby" (1971, Big Shot) - "If It's Hell Below" (1971, Black Swan) - "True Love" (1971, Nu-Beat) - "I Can't Stop Loving You" (1971, Nu-Beat) - "It's Too Late" (1971, Trojan) - "Take Me In Your Arms" (1972, Big Shot) - "Africa Arise" (1972, Camel) - "Reggae Popcorn" (1972, Pama) - "Fattie Bum Bum" (1975, Punch) - "Rudi Got Married" (1980, I Spy) UK # 60 - "Big Fat Man" (1980, I Spy) - "Mad About You" (1986, Gaz's) - "Everybody Ska" (1989, Unicorn) - "Skinhead" (1999, Grover) |

## Videografia
- Live at Gaz's Rockin' Blues (1989, Unicorn) (VHS)
- Laurel Aitken And Friends - Live At Club Ska (2005, Cherry Red) (DVD)

## Leituras
- Barrow, Steve & Dalton, Peter: "The Rough Guide To Reggae 3rd edn.", Rough Guides, 2004